# Mary Bain
Mary Bain, född 8 augusti 1904 i Ungern, död 26 oktober 1972 i New York, var en amerikansk schackspelare. Hon nådde internationella framgångar under 1950- och 1960-talet. Bland annat vann hon U.S. Women's Chess Championship 1951 och representerade sitt land i schackolympiaden 1963.